# Golden Axe II
Golden Axe II är ett TV-spel utvecklat och utgivet av Sega, släppt 1991 till Mega Drive. Spelet är uppföljaren till Golden Axe från 1989.

## Handling
Liksom originalspelet utspelas Golden Axe II i en medeltida fantasyvärld. De tre spelbara karaktärerna från det första spelet, Ax Battler, Tyris Flare, och Gilius Thunderhead (var och en med sina respektive vapen och förmågor), återfinns även i Golden Axe II. Denna gång måste de bekämpa nya fiender ledda av Dark Guld.
Emellanåt dyker olika djur och bestar upp i spelet som man kan rida på och vars attacker man kan dra nytta av. Golden Axe II innehåller totalt sju nivåer. Förutom Story-läget finns det även ett Duel-läge.

### Fotnoter
1. ↑  ”Golden Axe II” (på engelska). Mobygames. 11 mars 1991. Arkiverad från originalet den 8 mars 2017. https://web.archive.org/web/20170308043924/http://www.mobygames.com/game/golden-axe-ii/. Läst 7 mars 2017.